# Olivier Assayas
 (décembre 2016).
Pour les articles homonymes, voir Assayas.
Olivier Assayas est un réalisateur et scénariste français, né le 25 janvier 1955 à Paris.

## Biographie

### Origines familiales et formation
Olivier Assayas est le fils du scénariste et écrivain Raymond Assayas, connu sous le nom de Jacques Rémy, et de la styliste Catherine de Károlyi. Son père est né dans une famille juive-grecque de Constantinople (Empire ottoman). D'origine hongroise, sa mère est la fille du peintre, affichiste et caricaturiste hongrois Tibor Pólya et fut l'épouse d'un membre de la famille Károlyi. Ayant fui la Hongrie, elle est venue à Paris où elle a travaillé pour la maison Hermès. Olivier Assayas est le frère du journaliste et écrivain Michka Assayas et le demi-frère du diplomate Györgi Károlyi.
Il fait ses études secondaires au lycée Blaise Pascal d'Orsay, puis à l'École nationale supérieure des beaux-arts de Paris. Il est titulaire d'une licence et d'une maîtrise de lettres modernes obtenues à l'université Sorbonne Nouvelle - Paris 3.

### Critique de cinéma
Avant de passer derrière la caméra, Olivier Assayas est dessinateur et graphiste, puis signe de nombreuses critiques de cinéma. Il publie ses premières critiques dans le magazine Métal Hurlant (1979-1981), puis dans les Cahiers du cinéma (1980-1985) et dans Rock & Folk (1982-1985). Il apporte aux Cahiers son goût pour les films de kung-fu. Il dirige d'ailleurs le numéro spécial sur les cinémas d'Asie qui fait découvrir le cinéma de King Hu ; ce numéro spécial, publié au milieu des années 1980, est pour lui l'occasion d'effectuer un grand voyage en Chine et de rencontrer à Hong Kong et à Taïwan les jeunes réalisateurs de la relève. Il est aussi connu pour le fameux numéro des Cahiers, Made in USA. Mais Assayas, aux goûts très éclectiques, est également un fervent admirateur de Bergman et des héritiers de la Nouvelle Vague. Il met un terme à son activité de critique en 1985 pour se consacrer à la réalisation.

### Réalisateur

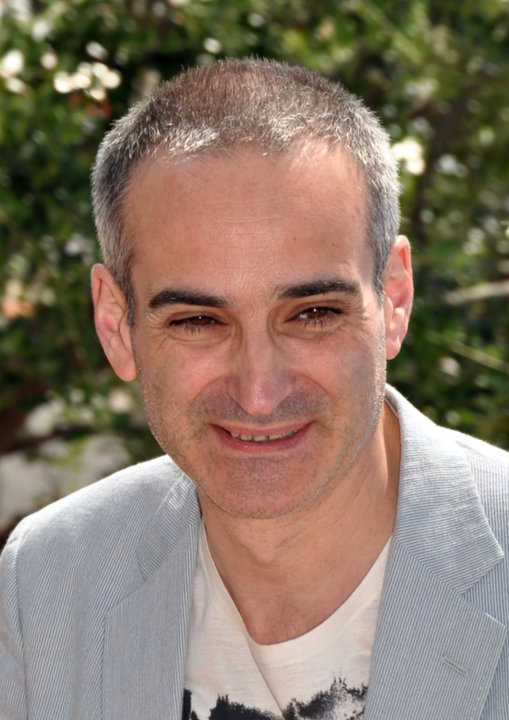
Olivier Assayas au festival de Cannes 2011.

Après avoir réalisé quelques courts métrages et avoir collaboré au scénario de Passage Secret de Laurent Perrin et de Rendez-vous d'André Téchiné, il fait ses débuts en 1986 avec Désordre qui se fait remarquer par la critique[réf. nécessaire]. Dans ses premiers films, il aborde l'univers du rock et de la jeunesse. Il lui faut attendre Irma Vep en 1996 pour qu'il obtienne une reconnaissance du public[réf. nécessaire], avec un film hybride, qui mélange hommage à Louis Feuillade (Irma Vep, anagramme de « vampire », est le nom d'une des héroïnes du maître du muet), au cinéma de la Nouvelle Vague, et au cinéma de Hong Kong, dont est issue l'actrice Maggie Cheung.
Après un hommage au réalisateur taïwanais Hou Hsiao-hsien, il réalise Fin août, début septembre avec François Cluzet.
Assayas se lance alors dans un ambitieux projet : adapter Les Destinées sentimentales, l'ample roman de Jacques Chardonne, décrivant la saga d'une famille protestante dans le monde de la porcelaine. Le tournage et le montage se firent dans la douleur, jamais selon lui, on ne fit un film d'auteur aussi long en France. Il en tire un film de trois heures, aux trois parties nettement marquées par leurs styles respectifs, servies par Emmanuelle Béart, Isabelle Huppert et Charles Berling dans les rôles principaux, Assayas avait d'abord envisagé Juliette Binoche et Daniel Auteuil[réf. nécessaire].
Dans Demonlover, Assayas traite de rivalités personnelles et d'entreprises autour des marchés naissants de l'Internet.
En 2003, Assayas tourne à nouveau avec Maggie Cheung pour Clean. Elle y interprète une chanteuse toxicomane, qui tente de s'en sortir pour retrouver sa dignité et la garde de son enfant.
En 2005, il supervise la réalisation du coffret DVD des œuvres cinématographiques complètes de Guy Debord et, en 2013, est un des auteurs de Guy Debord, un art de la guerre, publié chez Gallimard.
En 2008, il réalise la mise en image du ballet Eldorado du chorégraphe français de danse contemporaine Angelin Preljocaj et de la rencontre et du travail de ce dernier avec Karlheinz Stockhausen peu avant sa mort en décembre 2007.
En 2010, Assayas présente Carlos, sur le mercenaire terroriste d'origine vénézuélienne, Ilich Ramírez Sánchez. Le film, produit par Canal +  connaît deux versions, une de 5 h 30 et l'autre de 3 h. En France, seule cette dernière est distribuée en salle. La version longue a été projetée au Festival de Cannes 2010. L'interprétation du rôle-titre vaut à Édgar Ramírez le César du meilleur jeune espoir masculin.
En 2011, membre du jury des longs métrages présidé par Robert De Niro, il milita fortement pour The Tree of Life et Il était une fois en Anatolie qui furent récompensés.
En 2012, il réalise Après Mai, un film sur une bande de lycéens de banlieue parisienne, en 1971, confrontés à l'après-mai 68. Le film est présenté à la Mostra de Venise en septembre 2012,. Il y reçoit le prix du meilleur scénario. La même année, le festival Paris Cinéma lui consacre une rétrospective,. En 2015, le projet du film Idol's Eye est abandonné moins de 24 heures avant le tournage.

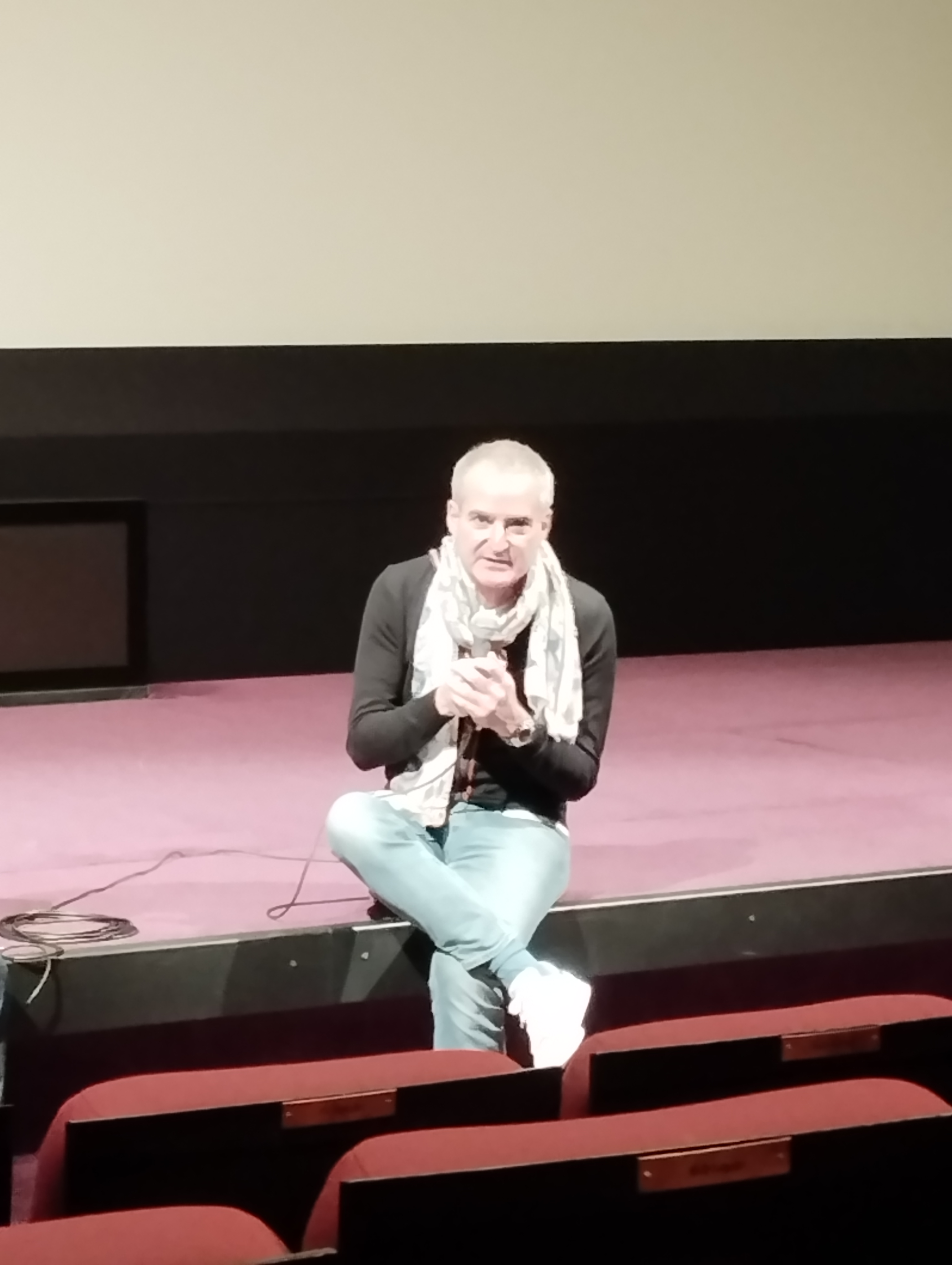
Olivier Assayas à propos de Cuban Network, à la Cinémathèque française, en février 2023.

En 2016, il réalise un film fantastique nommé Personal Shopper, une histoire de fantômes dans lequel il dirige à nouveau Kristen Stewart, comme dans Sils Maria. Olivier Assayas remporte pour ce film le prix de la mise en scène au Festival de Cannes. C'est par ailleurs sa première récompense cannoise malgré le fait que le film est assez mal accueilli.
Le 3 novembre 2016, son projet du film Idol's Eye, qui avait été annulé, est relancé. Le film est tourné à Toronto en 2018. Si Robert Pattinson et Rachel Weisz restent attachés au projet, Robert De Niro cède sa place à Sylvester Stallone, dont Assayas déclara qu'il était l'acteur initialement envisagé.
En 2017, avant Idol's Eye, il reprit son activité de scénariste pour D'après une histoire vraie de Roman Polanski. Il tournera également une comédie avec Juliette Binoche sur le monde de l'édition, Doubles Vies.
En août 2017 il préside le jury du 70e Festival de Locarno. En 2018 son film Doubles Vies, avec Juliette Binoche et Guillaume Canet, est sélectionné à la Mostra de Venise.
En 2019, il réalise Cuban Network, un film d'espionnage sur des espions pro-Castro à Miami avec Penélope Cruz, Gael García Bernal et Édgar Ramírez, qu'il retrouve après Carlos.

### Vie privée
Olivier Assayas a été en couple avec Isabelle Weingarten de 1988 à 1996.
Il s'est marié avec l'actrice hongkongaise Maggie Cheung le 26 décembre 1998. Le couple a divorcé en 2001,.
Puis il a été le compagnon de Mia Hansen-Løve, actrice et réalisatrice avec laquelle il a un enfant né en 2009. Le couple s'est séparé en 2016, après quinze ans de vie commune.

## Filmographie

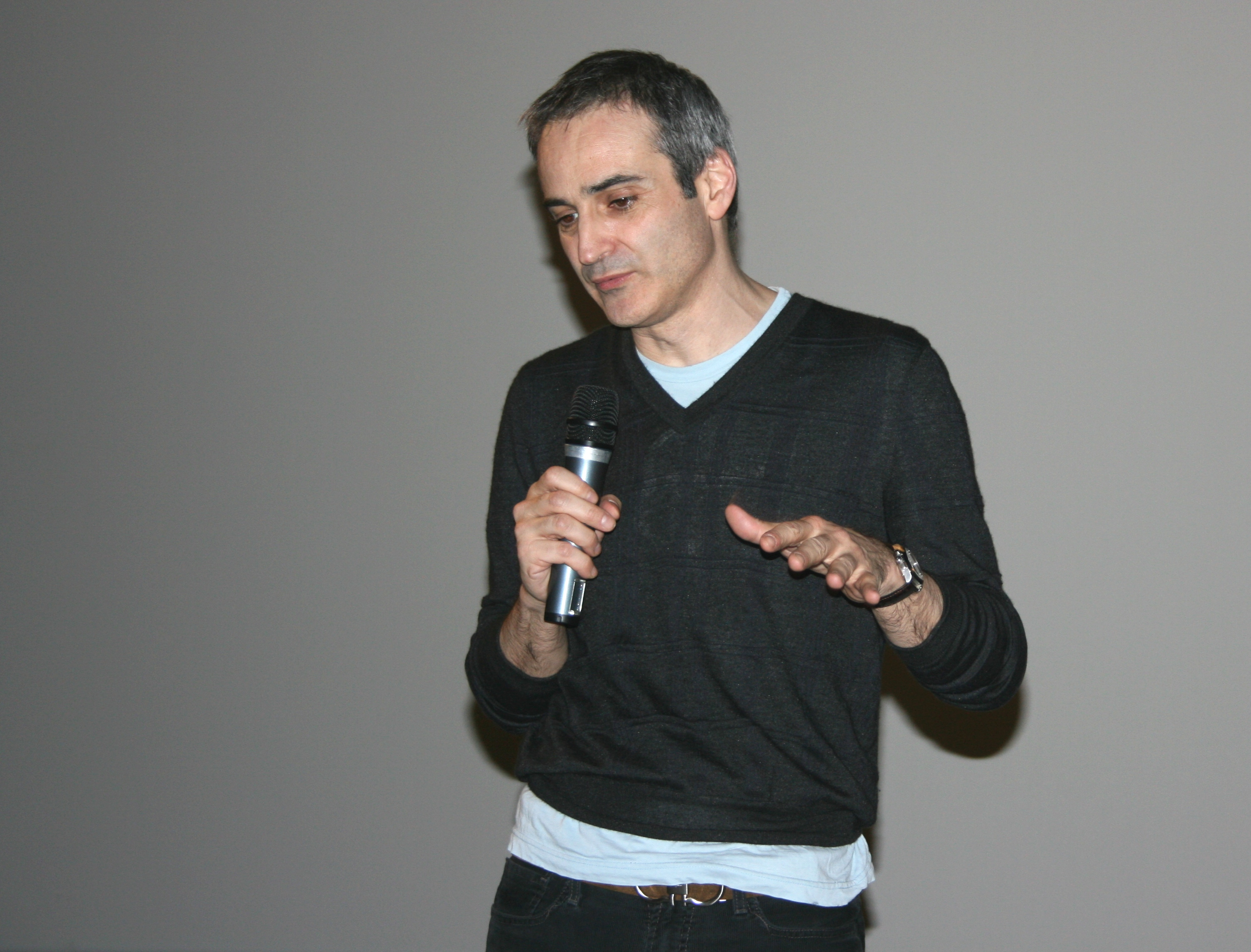
Olivier Assayas à l'avant-première de L'Heure d'été diffusée à l'UGC Ciné Cité Les Halles, à Paris.

### Réalisateur et scénariste

#### Longs métrages
- 1986 : Désordre
- 1989 : L'Enfant de l'hiver
- 1991 : Paris s'éveille
- 1993 : Une nouvelle vie
- 1994 : L'Eau froide (version cinéma du téléfilm La Page blanche dans la collection Tous les garçons et les filles de leur âge)
- 1996 : Irma Vep
- 1998 : Fin août, début septembre
- 2000 : Les Destinées sentimentales
- 2002 : Demonlover
- 2004 : Clean
- 2007 : Boarding Gate
- 2008 : L'Heure d'été
- 2010 : Carlos (titre à la télévision) ou Le Prix du Chacal (version cinéma)
- 2012 : Après Mai
- 2014 : Sils Maria
- 2016 : Personal Shopper
- 2019 : Doubles Vies
- 2019 : Cuban Network
- 2024 : Hors du temps
- 2025 : Le Mage du Kremlin (The Wizard of the Kremlin)

#### Séries télévisées
- 2022 : Irma Vep (HBO)

#### Courts métrages
- 1979 : Copyright
- 1980 : Rectangle, deux chansons de Jacno
- 1982 : Laissé inachevé à Tokyo[18]
- 1984 : Winston Tong en studio
- 2006 : Paris, je t'aime, segment Quartier des Enfants-Rouges
- 2007 : Chacun son cinéma, segment Recrudescence

#### Assistant réalisateur
- 1973 : Les Divorcés (Le Haut Mal) de Louis Grospierre
- 1977 : Le Prince et le Pauvre (Crossed Swords) de Richard Fleischer

#### Documentaires
- 1997 : HHH un portrait de Hou Hsiao-hsien, de la collection documentaire Cinéma, de notre temps
- 2005 : Noise, documentaire musical sur le Festival Art Rock de Saint-Brieuc pour France 4
- 2008 : Eldorado, documentaire sur la chorégraphie de Angelin Preljocaj

### Scénariste
- 1978 : Scopitone de Laurent Perrin (court-métrage)
- 1979 : Nuit féline de Gérard Marx (court-métrage)
- 1985 : L'Unique de Jérôme Diamant-Berger
- 1985 : Passage secret de Laurent Perrin
- 1985 : Rendez-vous d'André Téchiné
- 1986 : Avril brisé de Liria Bégéja
- 1986 : Le Lieu du crime d'André Téchiné
- 1990 : Filha da mãe de João Canijo
- 1998 : Alice et Martin d'André Téchiné
- 2017 : D'après une histoire vraie de Roman Polanski

### Acteur
- 1979 : Les Enquêtes du commissaire Maigret, épisode : Maigret et l'Indicateur d'Yves Allégret

## Distinctions

### Récompenses
- Mostra de Venise 1986 : prix de la critique internationale pour Désordre
- Prix Jean-Vigo 1992 pour Paris s'éveille
- Prix 2008 de la LAFCA : prix du Meilleur film étranger pour L'Heure d'été
- Golden Globes 2011 : meilleure mini-série pour Carlos[19]
- Mostra de Venise 2012 : Osella du meilleur scénario pour Après Mai
- Prix Louis-Delluc 2014 pour Sils Maria
- Festival de Cannes 2016 : prix de la mise en scène pour Personal Shopper

### Nominations et sélections
- Cannes 2014 : sélection officielle pour Sils Maria
- Césars 2015 : nominations comme meilleur réalisateur et meilleur scénario original pour Sils Maria
- Mostra de Venise 2018 : sélection officielle pour Doubles Vies
- Césars 2021 : nomination au César de la meilleure adaptation pour Cuban Network [20]

## Publications
- Hong-Kong cinéma, 1984
- Conversation avec Bergman en collaboration avec Stig Björkman, 1990, Cahiers du cinéma
- Éloge de Kenneth Anger, 1998
- Une adolescence dans l'après-Mai, 2005
- Présences. Écrits sur le cinéma, 2009

## Box-office France
| Année | Film                        | Entrées |
| ----- | --------------------------- | ------- |
| 1986  | Désordre                    | 193 412 |
| 1989  | L'Enfant de l'hiver         |         |
| 1991  | Paris s'éveille             | 201 217 |
| 1993  | Une nouvelle vie            | 52 807  |
| 1994  | L'Eau froide                | 24 789  |
| 1996  | Irma Vep                    | 31 480  |
| 1999  | Fin août, début septembre   | 197 269 |
| 2000  | Les Destinées sentimentales | 532 161 |
| 2002  | Demonlover                  | 60 073  |
| 2004  | Clean                       | 415 196 |
| 2007  | Boarding Gate               | 64 940  |
| 2008  | L'Heure d'été               | 407 534 |
| 2012  | Après Mai                   | 114 292 |
| 2014  | Sils Maria                  | 232 352 |
| 2016  | Personal Shopper            | 90 741  |

## Engagements
En septembre 2018, à la suite de la démission de Nicolas Hulot, il signe avec Juliette Binoche la tribune contre le réchauffement climatique intitulée « Le plus grand défi de l'histoire de l'humanité », qui parait en une du journal Le Monde, avec pour titre « L'appel de 200 personnalités pour sauver la planète ».

### Conférence
- Forum des images: Rencontre avec Olivier Assayas le 17 juin 2010 - Vidéo : 1 h 41 min.